# Roćević
Roćević (en serbe cyrillique : Роћевић) est un village de Bosnie-Herzégovine. Il est situé dans la municipalité de Zvornik et dans la république serbe de Bosnie. Selon les premiers résultats du recensement bosnien de 2013, il compte 1 337 habitants.

## Démographie

### Évolution historique de la population dans la localité
| 1948 | 1953 | 1961  | 1971  | 1981  | 1991  | 2013  |
| ---- | ---- | ----- | ----- | ----- | ----- | ----- |
| -    | -    | 1 014 | 1 053 | 1 235 | 1 337 | 1 337 |

|  |

### Communauté locale
En 1991, la communauté locale de Roćević comptait 1 362 habitants, répartis de la manière suivante :